# همه شب بیدار: تور زنده
همه شب بیدار: تور زنده (به انگلیسی: Up All Night: The Live Tour) یک آلبوم ویدئویی است که اجرای ۳ ژانویه ۲۰۱۲ گروه پسرانه وان دایرکشن در تور همه شب بیدار را به صورت مستند ارائه می‌کند. این آلبوم توسط سایکو موزیک در ۲۸ مه ۲۰۱۲ منتشر شد. فیلمبرداری در مرکز بین‌المللی بورنموث انجام شد. ضبط ۷۳ دقیقه‌ای توسط اندی ساندرز کارگردانی و توسط تام بیستو و اندی ساندرز تهیه‌کنندگی شده‌است. همه شب بیدار: تور زنده شامل فیلم‌های کنسرت و پشت صحنه است.
این آلبوم با صدرنشینی در نمودارهای بیست و پنج کشور و فروش یک میلیون نسخه تا اوت ۲۰۱۲، به نظرات مثبت منتقدان و موفقیت جهانی دست پیدا کرد. این آلبوم علاوه بر این چند گواهی‌نامه پلاتین از انجمن صنعت ضبط استرالیا (ای‌آرآی‌ای)، موسیقی کانادا (ام‌کی)، سندیکای ملی انتشارات صوتی‌تصویری (اس‌ان‌ای‌پی) و انجمن صنعت ضبط موسیقی ایالات متحده آمریکا (آرآی‌ای‌ای) دریافت کرده‌است.

## تولید و انتشار
این ضبط ۷۳ دقیقه‌ای توسط اندی ساندرز کارگردانی و توسط تام بیستو و ساندرز تهیه‌کنندگی شده‌است. امنیت توسط پرستون ماهون و جگ چاگر تأمین شده‌است. آرن رینگلند نوازنده گروه بود و جان شان مدیر موسیقی بود. در طول کنسرت، شان علاوه بر این سازهای کلیدی را اجرا کرد، سندی بیلز گیتار بیس را اجرا می‌کرد، جاش دیوین درام را اجرا می‌کرد و دن ریچاردز گیتار را اجرا می‌کرد. پل هیگینز، ریچارد گریفیتس، هری مگی و ویل بلومفیلد به عنوان مدیر و دستیار مارکو گاستل فعالیت داشتند. تام بایستو فیلمبرداری را انجام داد، موسیقی متن توسط راب دربیشر و راب اربوکل تولید فیلم سه‌بعدی را انجام داد. مت اینگلیش به عنوان طراح گرافیک نمایش، هلن هورلیک به عنوان مربی آواز، لوئیز دویل به عنوان مدیر نوآوری، پاول رابرتز به عنوان طراح رقص، کارولین واتسون و لیدیا تیلور به عنوان طراح لباس، کریستابل رایلی و لو تیزدیل گرومز فعالیت داشته‌اند.